# Ameivula ocellifera
Ameivula ocellifera, também chamado de calanguinho-pintado é uma espécie de lagarto da família Teiiidae encontrado no Brasil e na Argentina.